# 片岡聡
片岡 聡（かたおか さとし、1958年（昭和33年）8月3日 - ）は、囲碁の棋士。千葉県松戸市出身、日本棋院所属、榊原章二九段門下、九段。天元位獲得、本因坊戦挑戦者など。手厚くバランスのよい本格的な棋風。

## 経歴
1967年に日本棋院院生となり、1972年入段。以後好成績を挙げて、同世代の山城宏、王立誠、小林覚らとともに若手の有望株として期待され、1977、78年に留園杯連続優勝。1979年には五段で天元戦で決勝に進出し、加藤正夫九段に0-3で敗れて準優勝。1982年に24歳で天元位を獲得して初タイトル。
1985年八段。1988年九段。1991年日中スーパー囲碁で3人抜き。
1994年に本因坊戦で趙治勲に挑戦。第七局までもつれたが、最終局中盤でコウにされる手を見落としてしまい、敗れる。
2000年、01年連続で碁聖戦挑戦者決定戦進出。2008年に900勝達成。
2001年NHK囲碁講座講師。趣味はジャズドラムで、山下洋輔らとのセッションも行っている。
2020年7月に史上16人目、日本棋院史上14人目となる通算1100勝を達成。通算成績は1100勝598敗4持碁。

## タイトル歴
- 留園争奪早碁トーナメント戦 優勝 1977、78年
- 新人王戦 優勝 1982年
- 天元戦 1982-83年
- 鶴聖戦 1990年
- 早碁選手権戦 1993、98年
- テイケイグループ杯レジェンド戦 2024

### その他の棋歴
- 東洋証券杯世界選手権戦 ベスト8 1991年（○R.ファンザイスト、○金煕中、×趙治勲）、1996年（○梁宰豪、○劉昌赫、×曺薫鉉）
- 日中囲碁交流
  - 1984年 2-1-1 銭宇平
- 日中スーパー囲碁
  - 1984年 0-1（×江鋳久）
  - 1986年 1-1（○馬暁春、×聶衛平）
  - 1991年 3-1（○鄭弘、○廖桂永、○梁偉棠、×張文東）
  - 1992年 0-1（×馬暁春）
  - 1994年 0-1（×曹大元)
- 天元戦 準優勝 1979年、挑戦者1993年
- 棋聖戦 各段戦優勝
  - 五段戦 1981年
  - 八段戦 1988年
  - 九段戦 1996年
- 首相杯争奪戦 準優勝 1981年
- 本因坊戦 挑戦者 1994年（趙治勲に3-4で敗れる）
- 名人戦リーグ6期、本因坊戦リーグ11期　棋聖戦リーグ1期

### 受賞
- 棋道賞新人賞 1979年、殊勲賞 1982年、最多対局賞 1996年（66局46勝20敗）

## 著作
- 『ノビとサガリ (烏鷺うろブックス) 』1990年
- 『片岡聡 サバキのテクニック (NHK囲碁シリーズ) 』2002年
- 『片岡聡—打碁鑑賞シリーズ<1>』日本棋院 2003年

## 出演歴

### テレビ
- 棋力向上委員会 The PASSION!!（囲碁・将棋チャンネル、2019年 - ）